# Parque nacional Charles Darwin
El Parque Nacional Charles Darwin es un parque nacional ubicado en el Territorio del Norte (Australia), a 4 km al sureste de Darwin.
Este parque sirve de zona de protección para muchas especies. Protege parte de la zona costera de Puerto Darwin (13,02 km²), una de las zonas costeras más significativas de Australia. Posee también bosques protegidos y 51 especies de manglares.
La región ha sido poblada por aborígenes por miles de años. En la actualidad el pueblo Larrakia mantiene tradiciones relacionadas con esta zona.
En el parque se puede observar una gran cantidad de búnkers que datan de la Segunda Guerra Mundial. Uno de ellos es ahora un centro para visitantes, donde se presenta información sobre la guerra. Hay gran cantidad de puntos de observación en el parque con interesantes vistas hacia la ciudad de Darwin.
En el parque se celebra una gran variedad de eventos, por ejemplo el festival mundial de danzas de la tierra.